# Cásate conmigo (canción de Belanova)
Cásate conmigo es una canción escrita y producida por la banda mexicana de electropop Belanova, fue lanzado como el primer sencillo de su sexto álbum de estudio Viaje al centro del corazón (2018).

## Composición y video musical
Fue escrita por los propios miembros de la banda (Denisse Guerrero, Ricardo Arreola y Edgar A. Huerta) y con ayuda de otros cantantes mexicanos.
El video musical fue lanzado en la plataforma de videos YouTube dos días después del lanzamiento del single, el video musical es de temática pink oldiest y la letra de la canción habla sobre el matrimonio libre sin importar el dinero.

## Posicionamiento en listas

### Anuales
| País   | Certificador   | Lista         | Mejor posición |
| 2016   | 2016           | 2016          | 2016           |
| ------ | -------------- | ------------- | -------------- |
| México | Monitor Latino | Top pop anual | 15             |